# Kristin Bauer
Kristin A. Neubauer (Racine, Wisconsin, 26 de noviembre de 1966), más conocida como Kristin Bauer o Kristin Bauer van Straten, es una actriz estadounidense de cine y televisión. Es más conocida por los roles de Pam Swynford en la serie True Blood y de la villana Maléfica en la serie Once Upon a Time.

## Biografía
Bauer nació en Racine, Wisconsin, donde creció con sus padres: un ávido jinete y coleccionista de armas y una ama de casa involucrada en caridades. Es de ascendencia alemana. En su niñez, practicó deportes y al igual que su padre, montaba a caballo y practicaba el tiro con escopeta.
En su juventud, Bauer se graduó de The Prairie School en Wind Point y estudió Bellas Artes en la Universidad de Washington en St. Louis, así como en Boston y en Parsons The New School for Design de la ciudad de Nueva York, pero decidió convertirse en actriz y se mudó a Los Ángeles, donde empezó a vivir desde que inició en la actuación en 1993. En paralelo, continuó dibujando, pintando y realizando retratos por encargo.

## Carrera de actuación

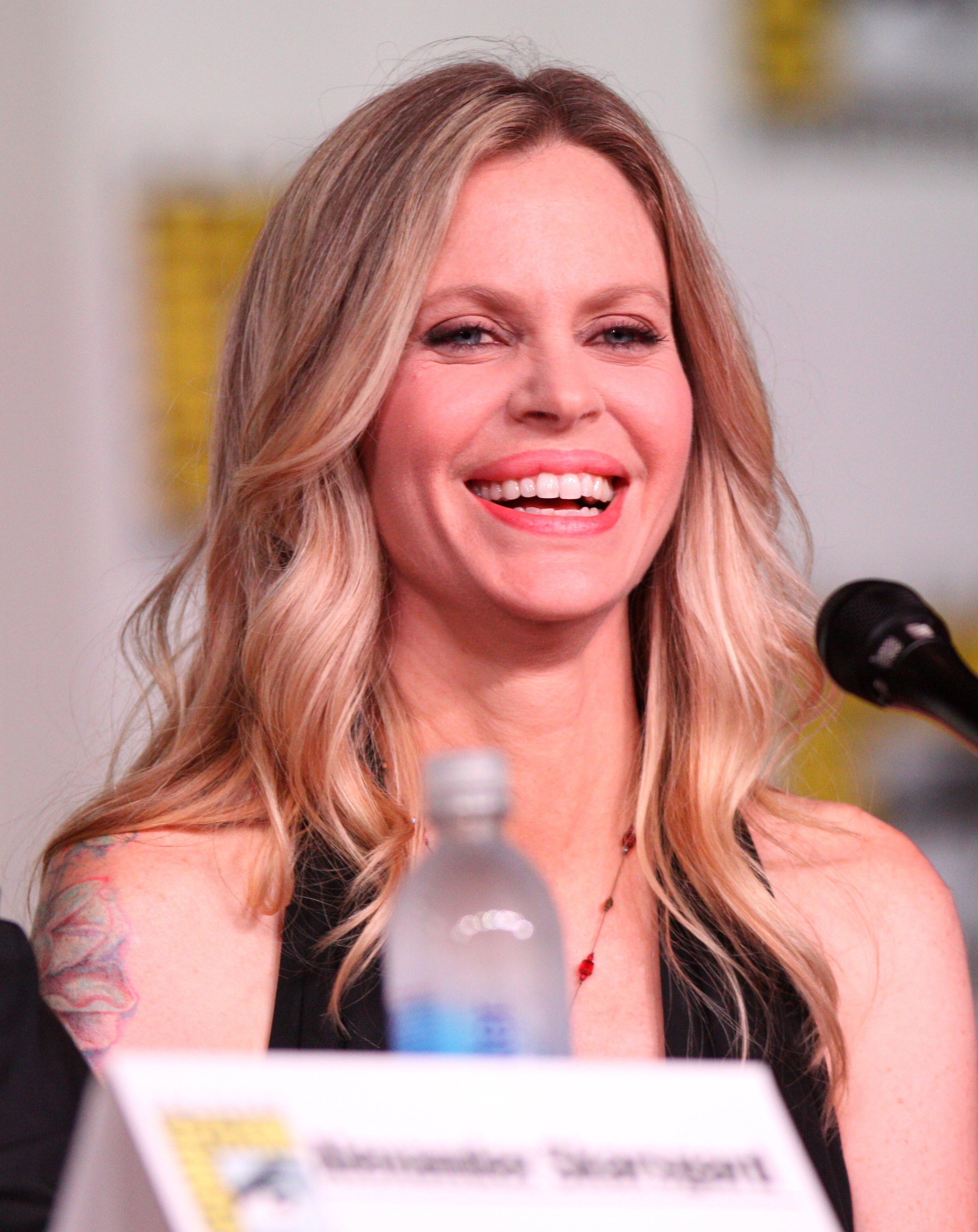
Kristin Bauer en la Comic Con de San Diego de 2012.

En 1995, Bauer obtuvo su primer papel regular en una serie de televisión, interpretando a Maggie Reynolds en The Crew. Otros roles en su carrera incluyeron el de Geneva Renault en Total Security, Candy Cooper en That's Life, Rebecca Colfax en Dirty Sexy Money y Belinda Slypich en Hidden Hills. Quizás su trabajo más conocido en el cine fue en Dancing at the Blue Iguana del año 2000, donde Bauer interpreta a una estrella porno que aparece como la atracción principal en un bar desnudista de Los Ángeles, haciendo además un prolongado baile exótico.
En 2001, Bauer protagonizó el premiado cortometraje Room 302, y en 2004, tuvo un papel menor en la película 50 First Dates, protagonizada por Adam Sandler. Mientras que en la serie animada Liga de la justicia, le dio voz a la heroína Mera.
Bauer también realizó participaciones especiales en varias conocidas series de televisión como L. A. Law, Seinfeld, Everybody Loves Raymond, Dark Angel, Dos hombres y medio, Star Trek: Enterprise, CSI: Crime Scene Investigation, Desperate Housewives, George Lopez, entre otras. Su famosa aparición en Seinfeld en el episodio «The Bizarro Jerry» es interpretando a Gillian, la novia con «manos de hombre» de Jerry Seinfeld (interpretado por el actor homónimo), aunque las «manos de hombre», que solo se ven en primer plano, le pertenecían a un miembro del equipo de producción.
Desde 2008 hasta su conclusión en 2014, Bauer interpretó a la vampiresa Pamela Swynford De Beaufort en la serie dramática de fantasía de HBO, True Blood. En la serie, debutó con un rol recurrente, sin embargo, el 8 de diciembre de 2009, TV Guide confirmó que Bauer sería promovida de personaje recurrente a personaje regular, rol con el que se mantuvo hasta el final de la serie.
En 2011, Bauer participa como invitada en la primera temporada de la serie de televisión de fantasía Once Upon a Time, en donde interpreta a la malvada hechicera Maléfica (que toma su nombre de la villana homónima de la película animada de Disney, La bella durmiente, y que a su vez se basa en el Hada Malvada del cuento de hadas homónimo), la amienemiga de la Reina Malvada (interpretada por Lana Parrilla).
Bauer retoma el papel de Maléfica en un episodio del spin-off Érase una vez en el País de las Maravillas y en la segunda parte de la cuarta temporada de Once Upon a Time, donde su personaje reaparece como miembro del trío de las Reinas de la Oscuridad, haciendo equipo con las villanas Úrsula (interpretada por Merrin Dungey) y Cruella De Vil (interpretada por Victoria Smurfit).

## Vida personal
El 1 de agosto de 2009, Bauer se casó con el músico sudafricano Abri van Straten, del grupo The Lemmings, en su granja familiar de Wisconsin.

## Filmografía

### Cine
| Año  | Título                                              | Rol                          | Notas         | Ref. |
| ---- | --------------------------------------------------- | ---------------------------- | ------------- | ---- |
| 1995 | Galaxis                                             | Comandante                   |               |      |
| 1995 | Glory Daze                                          | Dina                         |               |      |
| 1997 | Romy y Michele's High School Reunion                | Kelly Possenger              |               |      |
| 1998 | My Little Havana                                    | Carmen                       | Cortometraje  |      |
| 2000 | Dancing at the Blue Iguana                          | Nico                         |               |      |
| 2001 | Hollywood Palms                                     | Kathleen                     |               |      |
| 2001 | Room 302                                            | Karen                        | Cortometraje  |      |
| 2004 | Como si fuera la primera vez                        | Mujer bombero                |               |      |
| 2004 | Living with Lou                                     | Jean                         | Cortometraje  |      |
| 2005 | Life of the Party                                   | Caroline                     |               |      |
| 2011 | Subject: I Love You                                 | Sarah Drake                  |               |      |
| 2012 | The Story of Luke                                   | Tía Cindy                    |               |      |
| 2012 | Behind the Scenes of Gotten                         | Ella misma                   | Cortometraje  |      |
| 2013 | Whishpers of Life                                   | Cortometraje                 | Cortometraje  |      |
| 2013 | Whishpers of Life                                   | Créditos de agradecimiento   |               |      |
| 2013 | RingCon 2012                                        | Ella misma                   | Documental    |      |
| 2014 | Teen Lust                                           | Mary                         |               |      |
| 2016 | Animales nocturnos                                  | Samantha Van Helsing         |               |      |
| 2016 | Undead Series                                       | Ella misma                   | Documental    |      |
| 2018 | Escuadrón Suicida: Deuda infernal                   | Crystal Frost / Killer Frost | Voz           |      |
| 2018 | Happy Anniversary                                   | Willa                        |               |      |
| 2018 | Rich Boy, Rich Girl                                 | Jessica DeBenedetto          |               |      |
| 2020 | El niño detrás de la puerta                         | Sra. Burton                  |               |      |
| 2020 | Fish Farm Undercover Investigation PSA              | Narradora                    | Cortometraje  |      |
| 2020 | Fish Farm Undercover Investigation PSA              | Narradora                    | Voz           |      |
| 2021 | Paradise Cove                                       | Bree                         |               |      |
| 2021 | Mercy for Animals Hope Gala: Virtual Red Carpet     | Ella misma                   | Cortometraje  |      |
| 2022 | Why on Earth                                        | Ella misma                   | Documental    |      |
| 2024 | Mercy for Animals 25th Anniversary Gala: Red Carpet | Ella misma                   | Cortometraje  |      |
| 2024 | Favorite Farmed Animal PSA                          | Ella misma                   | Cortometraje  |      |
| TBA  | We Are Animals                                      | Ella misma                   | Documental    |      |
| TBA  | We Are Animals                                      | Ella misma                   | En producción |      |

### Televisión

#### Series y telefilmes
| Año       | Título                                      | Rol                               | Notas | Ref.       |
| --------- | ------------------------------------------- | --------------------------------- | --- | ---------- |
| 1993      | Star Trek: Deep Space Nine                  | Chica rubia                       | Episodio: «Si los deseos fueran caballos» |            |
| 1994      | Burke's Law                                 | Stephanie                         | Episodio: «Who Killed the Starlet?» |            |
| 1994      | L. A. Law                                   | Señorita inglesa                  | Episodio: «McKenzie, Brackman, Barnum & Bailey»                                                                                              |            |
| 1994      | Columbo: Undercover                         | Suzie Endicott                    | Película para televisión |            |
| 1994      | Lois & Clark                                | Sra. Loomis                       | Episodio: «The Prankster» |            |
| 1994      | Silk Stalkings                              | Heather St. Clair                 | Episodio: «Red Flag» |            |
| 1995      | Cybill                                      | Kirsten                           | Episodio: «The Curse of Zoey» |            |
| 1995      | Historias de corrupción                     | Ellie                             | Episodios: «That's Amore», «Father Connie» y «Business and Pleasure»                                                                         |            |
| 1995      | The Crew                                    | Maggie Reynolds                   | Reparto principal; 21 episodios |            |
| 1996      | Seinfeld                                    | Gillian                           | Episodio: «El Jerry estrafalario» |            |
| 1997      | Everybody Loves Raymond                     | Lisa                              | Episodio: «The Car» |            |
| 1997      | Men Behaving Badly                          | Robin                             | Episodio: «I Am What I Am» |            |
| 1997      | Total Security                              | Geneva Renault                    | Reparto principal; 13 episodios |            |
| 1998      | La Isla de la Fantasía                      | Tamara Stevens                    | Episodio: «Estrogen» |            |
| 1998      | Chicago Hope                                | Melody Cacaci                     | Episodio: «Viagra-Vated Assault» |            |
| 2000      | Kiss Tomorrow Goodbye                       | Katy Scott                        | Película para televisión |            |
| 2000      | Dark Angel                                  | Lydia Meyerson                    | Episodio: «Piloto» |            |
| 2000–2001 | That's Life                                 | Candy Cooper                      | Reparto recurrente; 13 episodios |            |
| 2001      | Dharma & Greg                               | Stephanie                         | Episodio: «Dharma Does Dallas» |            |
| 2001      | Just Shoot Me!                              | Allie Gallo                       | Episodios: «At Long Last Allie» y «Finch in the Dogg House»                                                                                  |            |
| 2001      | Liga de la justicia                         | Mera (voz)                        | Episodios: «El enemigo submarino: Parte 1», «El enemigo submarino: Parte 2», «Más allá del terror: Parte 1» y «Más allá del terror: Parte 2» | [ nota 1 ] |
| 2003      | Liga de la justicia                         | Mera (voz)                        | Episodios: «El enemigo submarino: Parte 1», «El enemigo submarino: Parte 2», «Más allá del terror: Parte 1» y «Más allá del terror: Parte 2» | [ nota 1 ] |
| 2002      | Boomtown                                    | Prostituta                        | Episodio: «Piloto» |            |
| 2002      | Hidden Hills                                | Belinda Slypich                   | Reparto recurrente; 11 episodios |            |
| 2003      | Gary the Rat                                | (voz)                             | Episodio: «Manrattan» |            |
| 2003      | Dos hombres y medio                         | Laura                             | Episodios: «Piloto» y «Most Chicks Won't Eat Veal: Original Pilot»                                                                           |            |
| 2006      | Dos hombres y medio                         | Laura                             | Episodios: «Piloto» y «Most Chicks Won't Eat Veal: Original Pilot»                                                                           |            |
| 2004      | Dr. Vegas                                   | Portia                            | Episodio: «Piloto» |            |
| 2004      | Commando Nanny                              | Lizzie Winter                     | |            |
| 2004      | Quíntuples                                  | Sra. Kilcoyne                     | Episodio: «Teacher's Pet» |            |
| 2004      | Crossing Jordan                             | Molly Greene                      | Episodios: «Fuego del cielo» y «Número de víctimas»                                                                                          |            |
| 2006      | Crossing Jordan                             | Molly Greene                      | Episodios: «Fuego del cielo» y «Número de víctimas»                                                                                          |            |
| 2005      | Crazy                                       |                                   | Película para televisión |            |
| 2005      | JAG                                         | Megan Ransford                    | Episodio: «Que el pueblo no lo sepa» |            |
| 2005      | Star Trek: Enterprise                       | Teniente Laneth                   | Episodio: «Divergence» |            |
| 2005      | Less Than Perfect                           | Kaye Buchinski                    | Episodio: «Casey V. Kronsky» |            |
| 2005      | Close to Home                               | Shannon Cooke                     | Episodio: «Suburban Prostitution» |            |
| 2005      | CSI: Crime Scene Investigation              | Kenli Johnson                     | Episodio: «Secretos y moscas» |            |
| 2005      | Boston Legal                                | Tori Pines                        | Episodio: «The Ass Fat Jungle» |            |
| 2006      | Pink Collar                                 | Eve                               | Película para televisión |            |
| 2006      | Esposas desesperadas                        | Verónica                          | Episodio: «Could I Leave You?» |            |
| 2006      | Caso abierto                                | Paula '04/'06                     | Episodio: «La guerra en casa» |            |
| 2007      | George Lopez                                | Cris Watson                       | Episodio: «George Joins the Neighborhood Wha-tcha and Raises the Vigil-ante»                                                                 |            |
| 2007      | Dirty Sexy Money                            | Rebecca Colfax                    | Episodios: «Los leones» y «El banquero italiano»                                                                                             |            |
| 2007      | Bones                                       | Janelle Brown Stinson             | Episodio: «El chico en la cápsula del tiempo»                                                                                                |            |
| 2008      | Cinco razones (para no salir contigo)       | Bethany                           | Episodio: «Por qué no engañar a tu mejor amiga»                                                                                              |            |
| 2008–2014 | True Blood                                  | Pamela «Pam» Swynford De Beaufort | Reparto recurrente (temporadas 1-2), Reparto principal (temporadas 3-7); 67 episodios                                                        |            |
| 2008      | True Blood-Lines: A New Type                | Ella misma                        | Documental de televisión |            |
| 2009      | House Rules                                 | Kathy McAdams                     | Película para televisión |            |
| 2009      | Private Practice                            | Susanna                           | Episodio: «Superando el límite» |            |
| 2009      | Three Rivers                                | Val O'Leary                       | Episodio: «Cuando Mentimos» |            |
| 2010      | Justified                                   | Shirley Kelso                     | Episodio: «Riverbrook» |            |
| 2010      | A Drop of True Blood                        | Pamela «Pam» Swynford De Beaufort | Episodio: «Eric & Pam» |            |
| 2010–2013 | La vida secreta de la adolescente americana | Didi Stone                        | Reparto recurrente; 11 episodios |            |
| 2010–2012 | True Blood: Jessica's Blog                  | Pamela «Pam» Swynford De Beaufort | Episodios: «Special Guest Appearance!», «Where Have All the Cowboys Gone?» y «Confessions of a Vampslut»                                     |            |
| 2011      | The Soup                                    | Pam, la Becaria                   | Episodio: «8.25» |            |
| 2011–2012 | Once Upon a Time                            | Maléfica                          | Temporada 1 (2 episodios) |            |
| 2014–2015 | Once Upon a Time                            | Maléfica                          | Temporada 4 (9 episodios) |            |
| 2018      | Once Upon a Time                            | Maléfica                          | Temporada 7 (Material de archivo) |            |
| 2012      | Once Upon a Time: Magic Is Coming           | Maléfica                          | Especial de televisión |            |
| 2013      | Érase una vez en el País de las Maravillas  | Maléfica (voz)                    | Episodio: «Forget Me Not» |            |
| 2013      | Why We (Heart) Vampires                     | Ella misma                        | Documental de televisión |            |
| 2013      | Once Upon a Time: Journey to Neverland      | Maléfica                          | Documental de televisión |            |
| 2014      | Saint George                                | Suzanne Duval                     | Episodio: «Rich Girl» |            |
| 2015      | Kingmakers                                  | Maeve Vandemeer                   | Película para televisión |            |
| 2015      | Once Upon a Time: Secrets of Storybrooke    | Maléfica                          | Documental de televisión |            |
| 2017      | Lore                                        | Minnie Otto                       | Episodio: «Muñecos» |            |
| 2018      | Hollyweed                                   |                                   | Película para televisión |            |
| 2019      | Adam Ruins Everything                       | Ejecutiva de TV Network           | Episodio: «Adam Ruins Himself» |            |
| 2020      | Sacred Lies                                 | Shannon                           | Reparto principal; 8 episodios |            |

#### Programas
| Año  | Título                         | Rol          | Notas                                                                         | Ref. |
| ---- | ------------------------------ | ------------ | ----------------------------------------------------------------------------- | ---- |
| 1996 | Crook & Chase                  | Invitada     | Episodio: «Kristin Bauer»                                                     |      |
| 1999 | The Infinite Power Workout     | Invitada     | Episodio: «2247»                                                              |      |
| 2010 | The 62nd Primetime Emmy Awards | Invitada     | Especial de televisión                                                        |      |
| 2010 | Scream Awards 2010             | Invitada     | Especial de televisión                                                        |      |
| 2010 | Red Carpet Report              | Invitada     | Episodio: «Cosmic Harley Unveiling»                                           |      |
| 2011 | Premios Globo de Oro 2011      | Invitada     | Especial de televisión                                                        |      |
| 2011 | 2011 New Now Next Awards       | Invitada     | Especial de televisión                                                        |      |
| 2011 | Love Lust                      | Invitada     | Episodio: «Love Lust & the Undead»                                            |      |
| 2011 | 2011 Hero Dog Awards           | Invitada     | Especial de televisión                                                        |      |
| 2011 | Celebrity Ghost Stories        | Invitada     | Episodio: «Chaka Khan/Kristin Bauer/Iqbal Theba»                              |      |
| 2012 | The 26th Annual Genesis Awards | Presentadora | Especial de televisión                                                        |      |
| 2012 | Kendra on Top                  | Invitada     | Episodio: «A Star Is Born»                                                    |      |
| 2013 | Marie                          | Invitada     | Episodio: «Kristin Bauer»                                                     |      |
| 2013 | Good Day L.A.                  | Invitada     | Un episodio                                                                   |      |
| 2013 | Teens Wanna Know               | Invitada     | Episodio: «The Amanda Foundation Bow Wow Beverly Hills with Kaley Cuoco»      |      |
| 2013 | Q N' A with Mikki and Shay     | Invitada     | Episodio: «Kristin Bauer Interview: Dogs for the Deaf's Hooray for Hollywood» |      |
| 2014 | Extra                          | Invitada     | Un episodio                                                                   |      |
| 2018 | GeekRockTV                     | Invitada     | Episodio: «WonderCon Anahiem 2018 - (Highlights)»                             |      |
| 2018 | History of Horror              | Invitada     | Episodio: «Vampires»                                                          |      |
| 2019 | OK! TV                         | Invitada     | Un episodio                                                                   |      |
| 2020 | A Celebrity's Guide to Giving  | Invitada     | Episodio: «Kristin Bauer Love for the Natural World»                          |      |

### Vídeos musicales
| Año  | Título        | Artistas            | Rol                       | Ref.  |
| ---- | ------------- | ------------------- | ------------------------- | ----- |
| 2012 | «Gotten»      | Slash y Adam Levine | Madre de Joanna           | [ 9 ] |
| 2018 | «Trouble Man» | Chris Pierce        | Kristin Bauer van Straten |       |

### Podcasts
| Año       | Título        | Rol          | Notas                                            | Ref.   |
| --------- | ------------- | ------------ | ------------------------------------------------ | ------ |
| 2021      | Bridgewater   | Celeste      | Episodios: «The Unseen Things» y «Blood & Water» | [ 10 ] |
| 2021–2024 | Truest Blood  | Presentadora | Con la copresentadora Deborah Ann Woll           | [ 11 ] |
| 2021–2024 | Truest Blood  | Presentadora | También productora ejecutiva                     | [ 11 ] |
| 2022      | Inside of You | Ella misma   | Episodio: «True Blood's: Connection is Key»      |        |

## Activismo
Bauer realiza labores de conservación para mejorar el trato a los animales.
En 2011, Bauer colaboró con el Fondo de Defensa Legal Animal en una lucha infructuosa por la liberación de Tony, un tigre siberiano - bengalí que se mantenía como atracción en la carretera de Tiger Truck Stop en Grosse Tête, Luisiana desde el año 2000. También trabajó con el Comité de Médicos por una Medicina Responsable para promover cosméticos que no se prueben en animales.
Además, Bauer es vegana y ha utilizado su plataforma web para apoyar a los animales de refugios promoviendo la adopción.
Bauer también anima a la gente a vivir de forma más sostenible y respetuosa con el medio ambiente.